# Goudvleugelhoningzuiger
De goudvleugelhoningzuiger (Drepanorhynchus reichenowi of Nectarinia reichenowi) is een soort honingzuiger uit de familie Nectariniidae. Hij wordt hier geplaatst in het monotypische geslacht Drepanorhynchus, maar wordt vaak ook vermeld als vertegenwoordiger uit het geslacht Nectarinia, zoals op de lijst van de IUCN.

## Verspreiding
De soort telt drie ondersoorten:
- D. r. shellyae: oostelijk Congo-Kinshasa.
- D. r. lathburyi: noordelijk Kenia.
- D. r. reichenowi: van zuidelijk Oeganda tot centraal Kenia en noordelijk Tanzania.